# Avenger (band)
Avenger (Engels voor wreker) is een Britse metalband.
Brian Ross, Mick Moore en Gary Young richtten Avenger op, eind 1982, nadat de band van Mick Moore en Brian Ross, Blitzkrieg, uit elkaar ging. Na een single en twee studioalbums ging de band weer uit elkaar om in 2005 weer bij elkaar te komen.

## Artiesten
- Ian Davison Swift - zang
- Glenn S. Howes - gitaar
- Liam Thompson - gitaar
- Huw Holding - basgitaar
- Gary Young - drums

## Vroegere leden
- Les Cheetham - gitarist
- Greg Reiter - gitarist
- Mick Moore - basgitaar

## Discografie (albums)
- 1984 - Blood Sports (Nea,Roa)
- 1985 - Killer Elite (Neat)
- 2002 - Too Wild to Tame (Sanctuary) - verzamelalbum